# Javier Cacho Gómez
Javier Cacho Gómez (Madrid, 19 de diciembre de 1952) es un escritor, científico, físico, divulgador y explorador español.

## Actividad científica
Comenzó su labor científica en la Comisión Nacional de Investigación del Espacio (CONIE), donde realizó en los años ochenta investigaciones relacionadas con el estudio de la capa de ozono, fruto de las cuales es su libro Antártida: el agujero de ozono (1989).
Ha sido responsable del Laboratorio de Estudios de la Atmósfera en el Instituto Nacional de Técnica Aeroespacial de España (INTA).
En 1986 fue miembro de la Primera Expedición Científica Española a la Antártida, a donde regresaría los años siguientes, uno de ellos en pleno invierno antártico, para continuar las investigaciones relacionadas con la destrucción del ozono en aquellas latitudes. Ha participado en varias campañas de investigación como jefe de la Base Antártica Juan Carlos I.
Durante varios años ha sido Colaborador de la Comisión Interministerial de Ciencia y Tecnología (CICYT) en el Programa Antártico Español, Secretario del Comité Nacional de Investigación Antártica de España, y delegado alternativo en el Scientific Committe on Antarctic Research.
Su carácter divulgador le ha llevado a colaborar en diferentes medios de comunicación, siempre con temas relacionados con la Antártida, la Ciencia y el Medio Ambiente.

## Actividad literaria y de divulgación

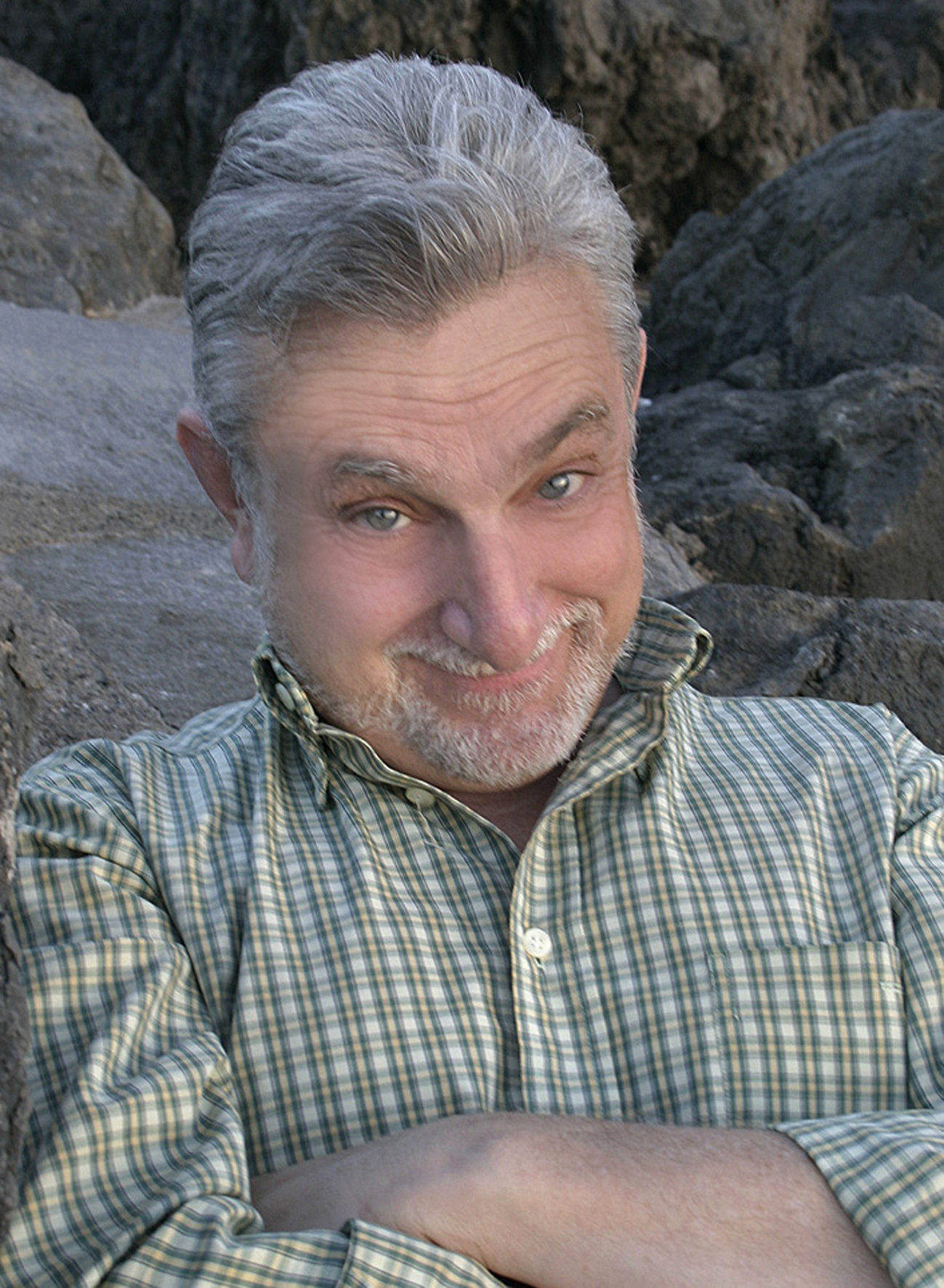
Javier Cacho Gómez

Desde los inicios de su carrera científica manifestó una clara tendencia por hacer llegar los conocimientos científicos a la sociedad, lo que le llevó a ejercer de colaborador científico de SALVAT Editores para diversas enciclopedias sobre temas científicos.
La aparición del agujero de ozono le hizo no sólo participar en diversas campañas en investigación, sino también escribir Antártida: El agujero de ozono, que sería el primer libro de divulgación escrito sobre ese tema en lengua española y el segundo que se escribía en el mundo.
Precisamente el impacto social que estaba teniendo tan misterioso fenómeno le empujó a multiplicar su actividad en el campo de la divulgación científica y en particular de la ecología, siendo coordinador/editor de varios libros pertenecientes a la colección Medio Ambiente-FIAT, colaborador de la revista Estratos, miembro del Consejo Editorial y del Comité de Redacción de la publicación Tendencias Científicas y Sociales, Jefe de la sección de ecología de la revista “Conciencia Planetaria”, Redactor-Jefe del servicio de noticias de la plataforma de Internet Geoscopio, especializada en temas medioambientales, columnista del periódico boliviano “La Prensa” y colaborador del programa de RNE “A hombros de gigantes”.

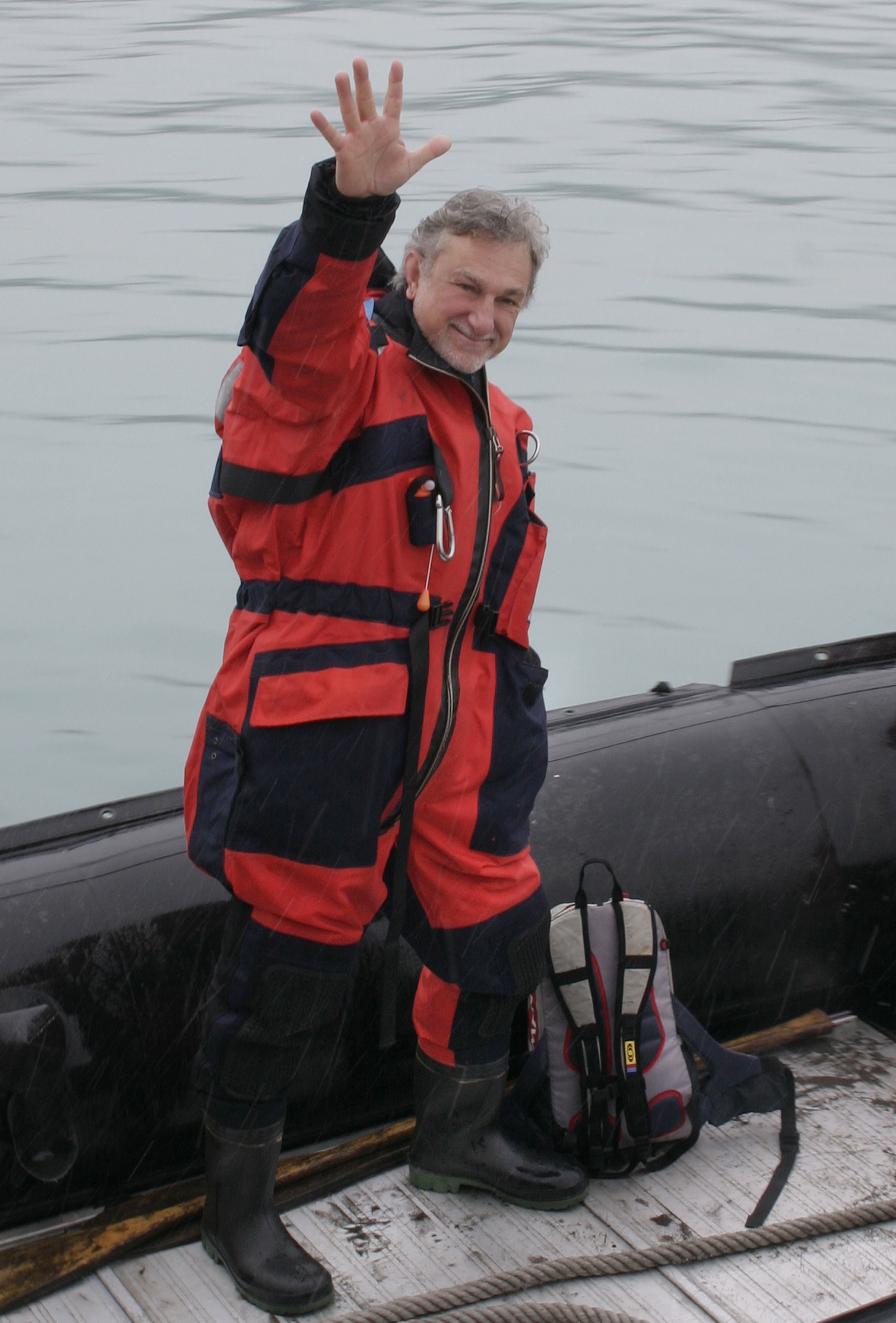
Javier Cacho en la Antártida como jefe de la base antártica española Juan Carlos I

Desde que visitó la Antártida por vez primera, comenzó a interesarse por la historia de la exploración de aquel continente. Fruto de estos años de estudio son sus libros Amundsen-Scott, duelo en la Antártida (Fórcola, 2011), prologado por Manuel Toharia, que posteriormente ha sido traducido al búlgaro, publicado por la editorial Ciela y prologado por Christo Pimpirev; Shakleton, el indomable (Fórcola 2013), una biografía sobre Shackleton, el mítico explorador irlandés; Nansen, maestro de la exploración polar (Forciola, 2017) una biografía de Fridtjof Nansen, el explorador noruego, Yo, el Fram (Forcola, 2018), sobre el Fram, el buque más famoso de la historia de la exploración polar y “Antarctic Cuisine” (Egmont 2021).
Igualmente, su actividad literaria se ha centrado en temas antárticos, habiendo escrito una colección de cuentos antárticos y el libro de narrativa-ficción Las aventuras de Piti en la Antártida (Ediciones Tao, 2001), que fue publicado por la Universidad de Sofía y posteriormente por la editorial búlgara por la editorial Taralezh y de nuevo publicado en España por la editorial Serendipia. También su labor de conferenciante se ha centrado en los temas polares, desarrollando una intensa actividad entre estudiantes. En el 2013 participó como conferenciante en el IV Congreso de Mentes Brillantes que tuvo lugar en Madrid.

## Homenajes
- En 2020 el Comité Científico para la Investigación en la Antártida nombró un islote de la Antártida en su honor (Isla Cacho).[4]

## Premios
- Premio de la Sociedad Geográfica La Exploradora a la “Divulgación Viajera” en 2020
- Miembro de Honor de la Sociedad Astronómica y Geográfica de Ciudad Real en 2021.
- En la edición de los Premios 2021-2022, la Sociedad Geográfica Española ha decidido conceder a Javier Cacho el Premio de Comunicación de la SGE.

## Obra

### Libros

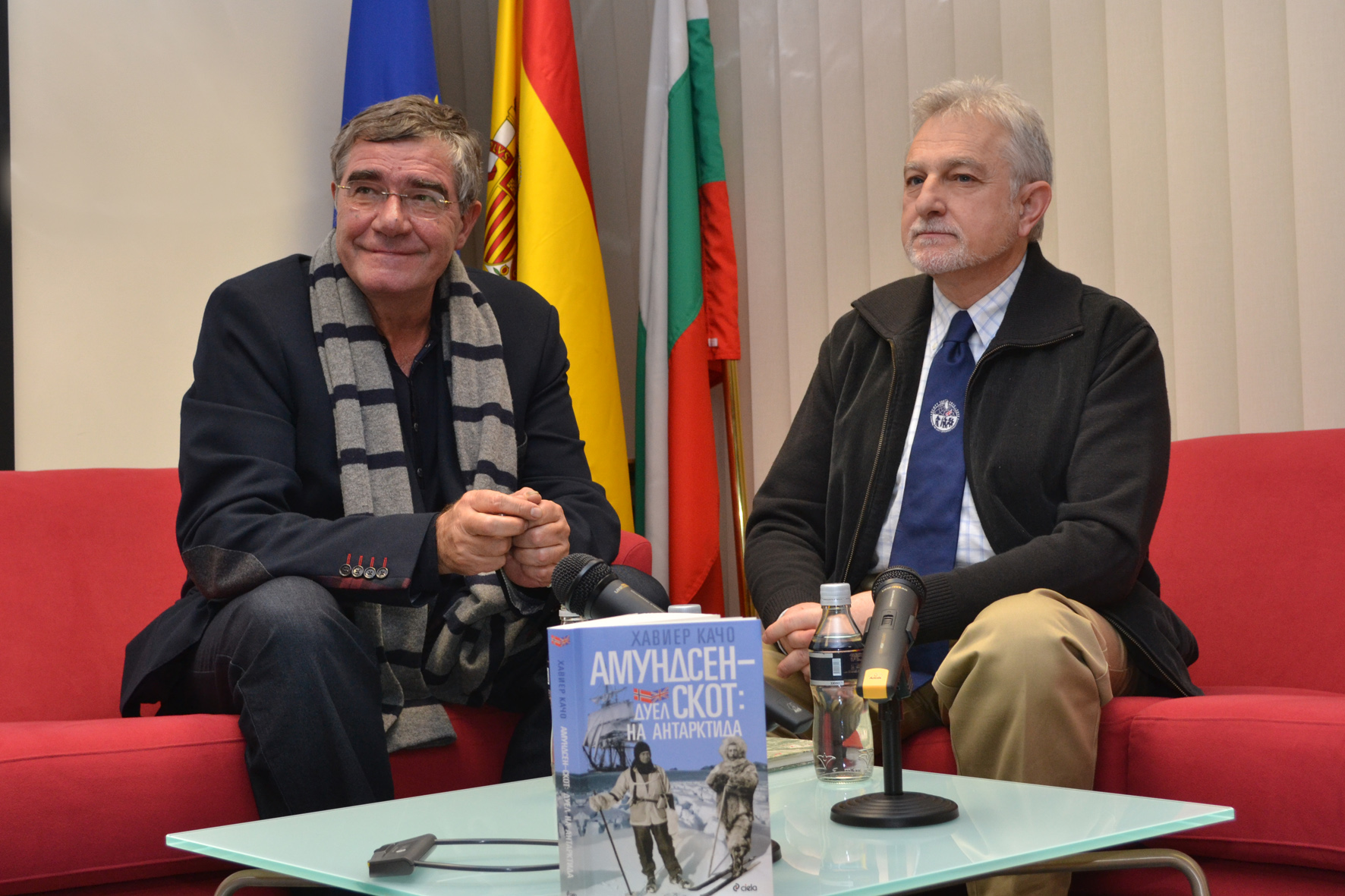
Javier Cacho y Christo Pimpirev durante la presentación del libro Amundsen-Scott en el Instituto Cervantes de Sofía (5 de diciembre de 2012)

- Antártida: el agujero de ozono (Madrid, 1989)
- Las aventuras de Piti en la Antártida (Madrid, 2001) Ángel Suárez - elduendesuarez compuso la Banda sonora original Archivado el 11 de septiembre de 2014 en Wayback Machine.
- Приключенията на Пити на Антарктида (Sofía, Bulgaria, 2008, 2021)
- Amundsen-Scott: duelo en la Antártida. La carrera al Polo Sur (Madrid, 2011)
- Амундсен-Скот: Дуел на Антарктида (Sofía, Bulgaria, 2011)
- Shackleton, el indomable. El explorador que nunca llegó al Polo Sur (Madrid, 2013) Ángel Suárez - elduendesuarez compuso la Banda sonora original
- Nansen, maestro de la exploración polar (Madrid, 2017)
- Yo, el Fram (Madrid, 2018)
- Héroes de la Antártida. Historia del descubrimiento del continente blanco (Madrid, 2019)
- Nansen, maestro de la exploración polar (Sofía, Bulgaria, 2020)
- Antarctic Cuisine (Sofía, Bulgaria, 2021) con Christo Pimpirev y Iglika Trifonova
- Приключенията на Пити на Антарктида (Sofía, Bulgaria, 2021)
- Shackleton, el indomable (Sofía, Bulgaria, 2022)

### Artículos
- «Cuando los exploradores pierden la ilusión» - La línea del horizonte, 5 de junio de 2012 Archivado el 16 de junio de 2012 en Wayback Machine..
- «Antártida. Más difícil todavía» - La línea del horizonte, 8 de octubre de 2012 (enlace roto disponible en Internet Archive; véase el historial, la primera versión y la última)..
- «¿Quién es el español más viajero?» - La línea del horizonte, 27 de julio de 2012 Archivado el 11 de noviembre de 2012 en Wayback Machine..
- «Siete minutos de angustia» - La línea del horizonte, 2 de agosto de 2012 Archivado el 13 de noviembre de 2012 en Wayback Machine..

### Entrevistas
- "Los sonidos de la Antártida" - charla en TEDx, 2022.
- "Muchachos, de esta salimos" - entrevista en Aprendemos Juntos, julio 2022.
- "Con Piti, la creatividad ha sido emocional, lo que le hace completamente diferente a los otros libros”, Salamanca al dia, 10 de noviembre de 2022.
- "Yo, el Fram" - entrevista en "La hora Cervantes", RTVE, 15 de noviembre de 2018.
- "El agujero de la capa de ozono puede ser cosa del pasado en veinte años” - entrevista en "Muy Interesante", abril 2018
- «La carrera por la conquista de la Antártida» - entrevista en "La noche en vela", RNE, 13 de febrero de 2013.
- «Amundsen siempre quiso ser explorador, no famoso» - entrevista de J.Giles a Javier Cacho Gómez, ABC, 22 de enero de 2013.
- Tenerifeweek.com, Amundsen-Scott: Duelo en la Antártida by Ángel Suárez-elduedesuarez Archivado el 11 de septiembre de 2014 en Wayback Machine. abril de 2012
- «Largo viaje hacia el frío» - entrevista en "Informe Semanal", RTVE, 25 de marzo de 2012.
- «Escrito en la Antártida» - entrevista de Alejandro Togores a Javier Cacho, Aica TV, 2011.